# Mette Ramsgard Thomsen
Mette Ramsgard Thomsen (* 1969 in Kopenhagen) ist eine dänische Architektin. Sie ist Professorin für Architektur und digitale Technologien an der Königlichen Dänischen Akademie für Bildende Künste und leitet das Institut CITA – Centre for Information Technology and Architecture. Ihre Forschung konzentriert sich auf die Schnittstelle zwischen Architektur und Informatik.

## Leben
Mette Ramsgard Thomsen studierte Architektur an der Königlichen Dänischen Akademie für Bildende Künste, der École d’Architecture Paris la Seine und dem University College London (UCL). Sie wurde an der Bartlett School of Architecture und dem Departement of Computer Science (UCL) promoviert. Ihre 2004 veröffentlichte Promotionsschrift "Discovering Mixed Realities – inventing design criteria for an action based Mixed Reality " wurde von Peter Cook und Mel Slater betreut. Von 2003 bis 2008 war sie Leiterin des Studios "Escape Design". 2005 gründete sie die Forschungsgruppe "Centre for IT and Architecture" (CITA/KADK). Sie lehrte unter anderen an der University of Brighton und der UCL und war für das Fraunhofer-Institut tätig. Seit 2010 ist sie Professorin an der Königlichen Dänischen Akademie für Bildende Künste. Als erste Architektin gewann sie 2016 den EliteForsk Preis für ihre Grundlagenforschungsarbeit im digitalen Design und Materialherstellung. Der Preis wird jährlich von der dänischen Regierung vergeben und honoriert hervorragende dänische Forscher.

## Veröffentlichungen (Auswahl)
- mit Klaas De Rycke u. a. (Hrsg.): Humanizing Digital Reality. Design Modelling Symposium Paris 2017. Springer Singapore, Singapur 2018.
- mit Martin Tamke, Phil Ayres und Paul Nicholas: CITA works. Riverside Architectural Press, Toronto 2015.
- Discovering Mixed Realities. inventing design criteria for an action based Mixed Reality. University College London, 2004.